# Kodeks 0247
Kodeks 0247 (Gregory-Aland no. 0247) – grecki kodeks uncjalny Nowego Testamentu na pergaminie, datowany metodą paleograficzną na V albo VI wiek. Przechowywany jest w Manchesterze. Tekst rękopisu jest wykorzystywany we współczesnych wydaniach greckiego Nowego Testamentu.

## Opis
Do XX wieku zachowały się tylko dwa fragmenty pergaminowej karty rękopisu, z greckim tekstem 1. Listu Piotra (5,13-14) i 2. Listu Piotra (1,5-8.14-16; 2,1). Oryginalna karta kodeksu miała prawdopodobnie rozmiar 29 na 23 cm. Prawdopodobnie tekst pisany dwoma kolumnami na stronę, 36 linijkami w kolumnie. Jest palimpsestem, górny tekst zawiera modlitwę w języku koptyjskim.

## Tekst
Tekst rękopisu reprezentuje aleksandryjską tradycję tekstualną. Kurt Aland zaklasyfikował tekst rękopisu do kategorii II.

## Historia

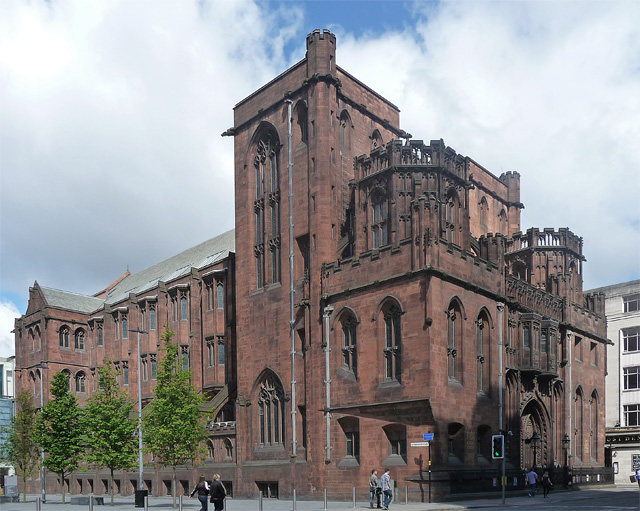
Rylands Library, miejsce przechowywania 0247

INTF datuje rękopis na V albo VI wiek .
Na listę greckich rękopisów Nowego Testamentu wciągnął go Kurt Aland w 1963 roku, oznaczając go przy pomocy siglum 0247. Rękopis jest wykorzystywany w krytycznych wydaniach greckiego Nowego Testamentu.
Rękopis jest przechowywany w John Rylands Library (P. Copt. 20) w Manchesterze .